# Dungeon Master II: The Legend of Skullkeep
 (novembre 2018).
Si vous disposez d'ouvrages ou d'articles de référence ou si vous connaissez des sites web de qualité traitant du thème abordé ici, merci de compléter l'article en donnant les références utiles à sa vérifiabilité et en les liant à la section « Notes et références ».
Dungeon Master II: The Legend of Skullkeep est une suite de Dungeon Master. Elle fut développée par FTL Games et publiée en 1993 au Japon et en 1995 dans le reste du monde.

## Trame
Thoram Zed, le héros du jeu envoyé par son oncle Mylius, doit pénétrer dans le château Skullkeep, trouver puis réparer la machine Zo Link et enfin franchir le portail afin de détruire Dragoth.
Pénétrer au sein du château ne pouvant se faire qu'en réunissant les quatre clefs du destin seules capables d'ouvrir la serrure d'entrée, le joueur devra se préoccuper dès le départ de trouver celles-ci avant de débuter véritablement sa quête.

## Système de jeu
Tout comme son prédécesseur, il faut composer une équipe qui comporte jusqu'à quatre champions (en réalité trois, puisque Thoram Zed est d'office sélectionné comme joueur par défaut) afin d'affronter les épreuves parsemées ici ou là dans le jeu. Le système de jeu est resté quasiment le même, y compris au niveau de la préparation des sorts (non fournis par le manuel), quelques sorts y sont toutefois ajoutés tel que l'invocation de serviteurs combattants, gardes ou d'un serviteur permettant de transporter des objets. Véritable ajout, les magasins permettent d'acheter des objets et d'en vendre contre de l'argent présentée sous forme de pièces et de gemmes.

## Accueil
Quant aux nouveaux joueurs qui ne connurent pas Dungeon Master premier du nom, ils furent assez indifférents à cette sortie puisque le logiciel ne mettait pas à profit les progrès récents en matière de déplacement 3D (tel Ultima Underworld qui venait de sortir l'année précédente).
En somme, le jeu ne connut pas véritablement la gloire attendue par ses créateurs et la suite envisagée un temps ne vit jamais le jour.